# Paweł Jasnos
Paweł Jasnos (ur. 15 marca 1994 w Toruniu) – polski koszykarz grający na pozycjach silnego skrzydłowego lub środkowego. Mistrz Polski w sezonie 2012/2013 z drużyną Stelmetu Zielona Góra. Zawodnik zespołu Dalton State Roadrunners reprezentującego uczelnię Dalton State College w rozgrywkach NAIA.
Jasnos jest wychowankiem SKM-u Zastal Zielona Góra. We wrześniu 2012 roku został włączony do składu Stelmetu Zielona Góra. Z zespołem tym w sezonie 2012/2013 zdobył złoty medal koszykarskich mistrzostw Polski. W rozgrywkach Polskiej Ligi Koszykówki zadebiutował 13 marca 2013 roku w meczu przeciwko Anwilowi Włocławek, w którym nie zdobył punktu, oddając 1 niecelny rzut z gry – był to jego jedyny mecz na tym szczeblu rozgrywkowym w sezonie 2012/2013. W sierpniu 2013 roku został zawodnikiem nowo powstałego klubu Muszkieterowie Nowa Sól. W jego barwach w sezonie 2013/2014 wystąpił w 20 spotkaniach II ligi, w których zdobywał średnio po 6,9 punktu i 6,5 zbiórki na mecz.
Następnie Jasnos wyjechał do Stanów Zjednoczonych. Tam w sezonie 2014/2015 był zawodnikiem drużyny Miles Golden Bears, reprezentującej w rozgrywkach akademickich uczelnię Miles College. W zespole tym wystąpił w 22 spotkaniach w rozgrywkach dywizji II NCAA, w których zdobywał przeciętnie po 1,9 punktu i 2,5 zbiórki na mecz. Przed sezonem 2015/2016 przeniósł się do zespołu Dalton State Roadrunners, reprezentującego uczelnię Dalton State College w rozgrywkach dywizji I NAIA. W sezonie 2015/2016 w jego barwach wystąpił w 24 spotkaniach tych rozgrywek, zdobywając łącznie 32 punkty (średnio po 1,3 na mecz).